# Luisa Augusta d'Assia-Darmstadt
Luisa Augusta d'Assia-Darmstadt (Berlino, 30 gennaio 1757 – Weimar, 14 febbraio 1830) è stata una principessa tedesca della Casata d'Assia-Darmstadt e, per matrimonio, granduchessa di Sassonia-Weimar-Eisenach.
Era figlia di Luigi IX, langravio di Assia-Darmstadt dal 1768 al 1790, e della prima moglie, Carolina del Palatinato-Zweibrücken-Birkenfeld. Il 3 ottobre 1775, a Karlsruhe, venne data in sposa a Carlo Augusto, duca di Sassonia-Weimar e Sassonia-Eisenach, in seguito granduca di Sassonia-Weimar-Eisenach..
Essa era portata ad essere seria ed introversa, ma era anche compassionevole ed empatica, soprattutto nelle conseguenze della battaglia di Jena che le garantì una parte nel cosiddetto "Mito di Weimar" (Weimarmythos).

## Biografia

### Infanzia ed educazione

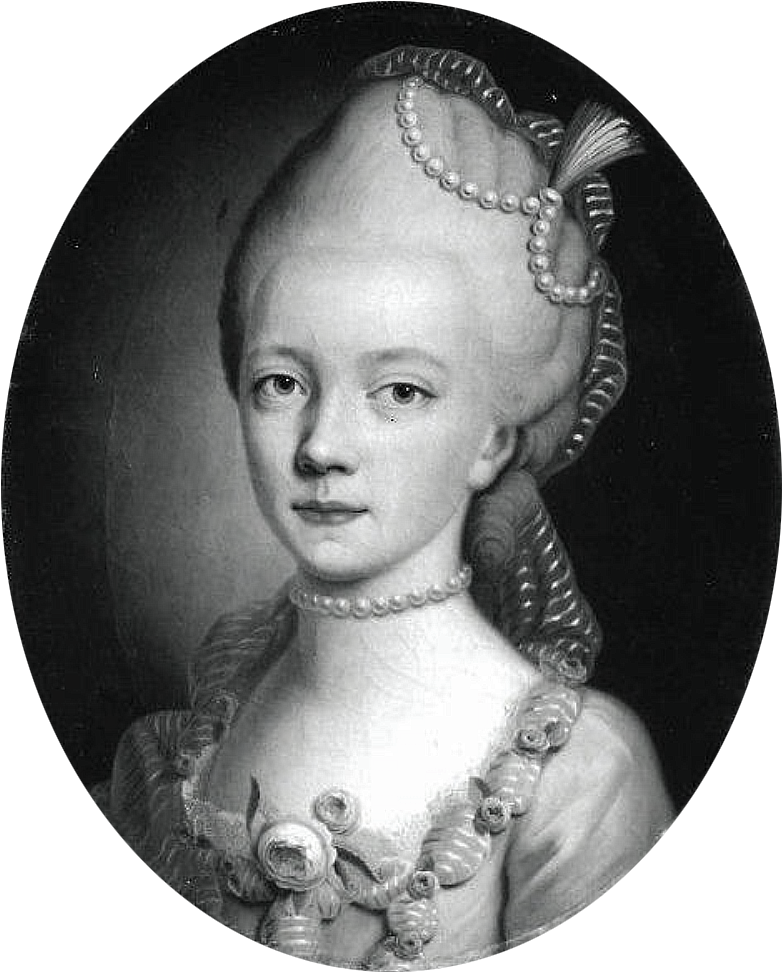
Luisa ritratta in giovane età da Johann Ludwig Strecker

Luisa Augusta era un membro del Casato di Darmstadt, che reggeva il langraviato assiano; la Principessa nacque il 30 gennaio 1757 nella capitale prussiana di Federico II, Berlino, dove si trovavano i suoi genitori a causa della Guerra dei sette anni. Suo padre Luigi IX succedette alla guida del Langraviato nel 1768 e, al momento della nascita di Luisa Augusta, combatteva come generale nelle file dell'esercito prussiano. Per questo motivo egli era spesso assente e quindi l'educazione della Principessina venne affidata alla madre Enrichetta Carolina, che la educò nella tradizione evangelica protestante e le comunicò l'interesse per la letteratura e la musica.
In quanto figlia più giovane di una schiera di otto fratelli e sorelle, l'educazione di Luisa fu particolarmente rilevante per accrescere le sue prospettive matrimoniali; dal momento che Luigi IX dimostrava scarso interesse per i figli, era di vitale importanza che Luisa si sposasse in fretta e la questione venne posta nelle mani della madre, che divenne nota come la Grande Langravia per via della sua esperta politica dinastica internazionale nell'Europa dell'Ancien Regime. Nel 1773 Luisa Augusta si recò con la madre e le sorelle Amalia e Guglielmina a Beschau ed in seguito fino alla corte di San Pietroburgo; la zarina Caterina II trovò Luisa inadatta per il ruolo di moglie del granduca, e futuro zar, Pavel Petrovič, preferendole la sorella Guglielmina. Il rifiuto subito e la sua relazione con il futuro cognato Paolo I formarono il carattere di Luisa Augusta, garantendole una persistente influenza nello stato russo.
In ogni caso il viaggio non fu privo di conseguenze per Luisa Augusta dal momento che la madre, durante il viaggio, fece la conoscenza di una reggente di due piccoli stati tedeschi, i Ducati di Sassonia-Weimar e Sassonia-Eisenach: la duchessa Anna Amalia di Brunswick-Wolfenbüttel.

### Matrimonio

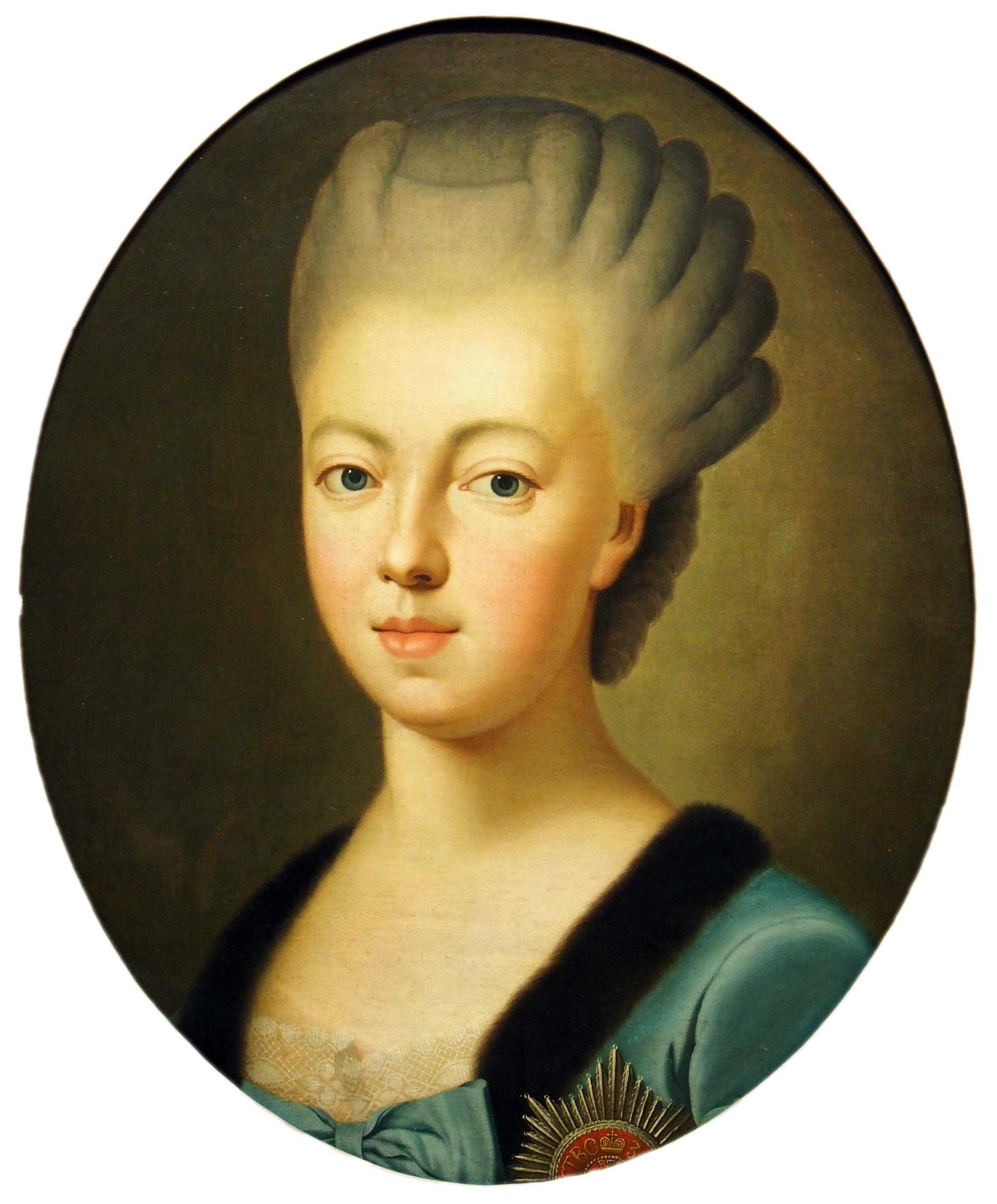
Luisa d'Assia-Darmstadt ritratta da Johann Ludwig Strecker nel 1772 circa, Casa di Goethe, Francoforte sul Meno

Al termine di questa conoscenza, grazie all'influenza di Karl Theodor von Dalberg, arcivescovo di Magonza e statthalter di Erfurt, la diciottenne Luisa Augusta venne promessa in sposa al giovane cavaliere Carlo Augusto di Sassonia-Weimar; il matrimonio venne celebrato il 7 ottobre 1775 presso la corte di Karlsruhe, dove, nella qualità di nuova principessa consorte, Luisa venne assorbita nella corte ernestina di Weimar.
Il matrimonio fu un'unione prettamente dinastica negli obiettivi, con le sorelle sposate agli eredi del regno di Prussia e dell'impero russo, che consolidò la posizione del Ducato di Sassonia-Weimar nel cuore del Sacro Romano Impero Germanico. Fonti primarie e secondarie sono concordi nell'affermare che il matrimonio fu infelice, dal momento che Luisa Augusta, nota per la sua delicatezza e timidezza, ebbe difficoltà ad integrarsi nella corte e rimase nell'ombra della suocera, la duchessa madre Anna Amalia. Nella sua nuova patria, Luisa frequentava spesso i conventi.
Romantica ante litteram, a Luisa Augusta d'altronde non piaceva lo stile di vita romantico; Goethe era poeta di corte e ministro di suo marito (nonché compagno nelle sue scappatelle extraconiugali), ma venne colpito dal fascino e dal cuore nobile di Luisa, e dai suoi occhi del «colore dei fiordalisi». Goethe le dedicò le seguenti parole:
(Johann Wolfgang von Goethe)
Nel 1779 Luisa Augusta diede alla luce una principessina, che morì all'età di cinque anni, ed altri figli morirono in pochi giorni. La freddezza emotiva che ne risultò non contribuì a migliorare il rapporto coniugale di Luisa e Carlo Augusto, che umiliò la moglie intrattenendo una relazione di lungo termine con l'attrice Karolne Jagemann. Luisa fu in grado di dargli un erede nel 1783 con la nascita di Carlo Federico; quando nel 1792 nacque il principe Bernardo, il matrimonio aveva raggiunto il suo scopo di garantire la successione al trono ducale e la continuità della dinastia.
In futuro Carlo Federico avrebbe sposato Marija Pavlovna Romanova, sorella di Alessandro I di Russia, e la loro figlia Augusta sarebbe divenuta la prima imperatrice di Germania come moglie del principe Guglielmo di Prussia.

### Guerre napoleoniche ed elevazione a Granduchessa

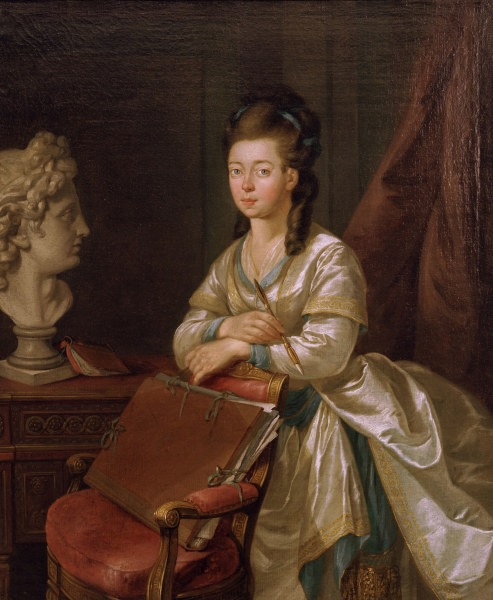
Luisa Augusta, granduchessa di Sassonia-Weimar-Eisenach, ritratta da Georg Melchior Kraus

Luisa Augusta ebbe il suo grande momento nell'ottobre 1806: nonostante la sua infanzia e le sue prime esperienze a Weimar, essa arrivò ad avere una grande influenza all'interno dei circoli letterari. La battaglia di Jena-Auersted del 14 ottobre vide la sconfitta delle forze prussiane e sassoni e la completa sottomissione degli stati tedeschi alla Francia, portando alla definitiva rovina del Sacro Romano Impero. Poco tempo dopo la battaglia, le truppe francesi vittoriose avanzarono verso Weimar; tutti gli altri membri della famiglia regnante erano fuggiti o si trovavano altrove per combattere nelle file dell'esercito prussiano, cosicché Luisa si ritrovò sola a Weimar nelle vesti di madre e protettrice della nazione.
Due giorni dopo la battaglia essa si trovò a dover affrontare Napoleone stesso; egli insisteva affinché il marito di Luisa rassegnasse le dimissioni dal servizio nell'esercito di Prussia, ma, con scarsa diplomazia, essa chiarì che la cosa non era possibile. Ciononostante, dietro richiesta del marito e ispirata dall'esempio della patriota tedesca, la regina Luisa di Prussia, essa riuscì a gestire il saccheggio della zona cosicché Weimar ne risentì solo in piccola misura a differenza della città universitaria di Jena. Se Napoleone si ammorbidì nei confronti di Luisa Augusta o se egli agì in questo modo sulla base di un suo piano politico è ancora una questione aperta.
Il Ducato di Sassonia-Weimar-Eisenach mantenne le alleanze strette con il Trattato di Poznań e sopravvisse all'età napoleonica grazie ad un'abile diplomazia; da quel momento Luisa fu considerata la guida della nazione ed i suoi sudditi e contemporanei contribuirono a mantenere quest'immagine di lei, assieme alla sua parte nel mito di Weimar.

### Ultimi anni e morte

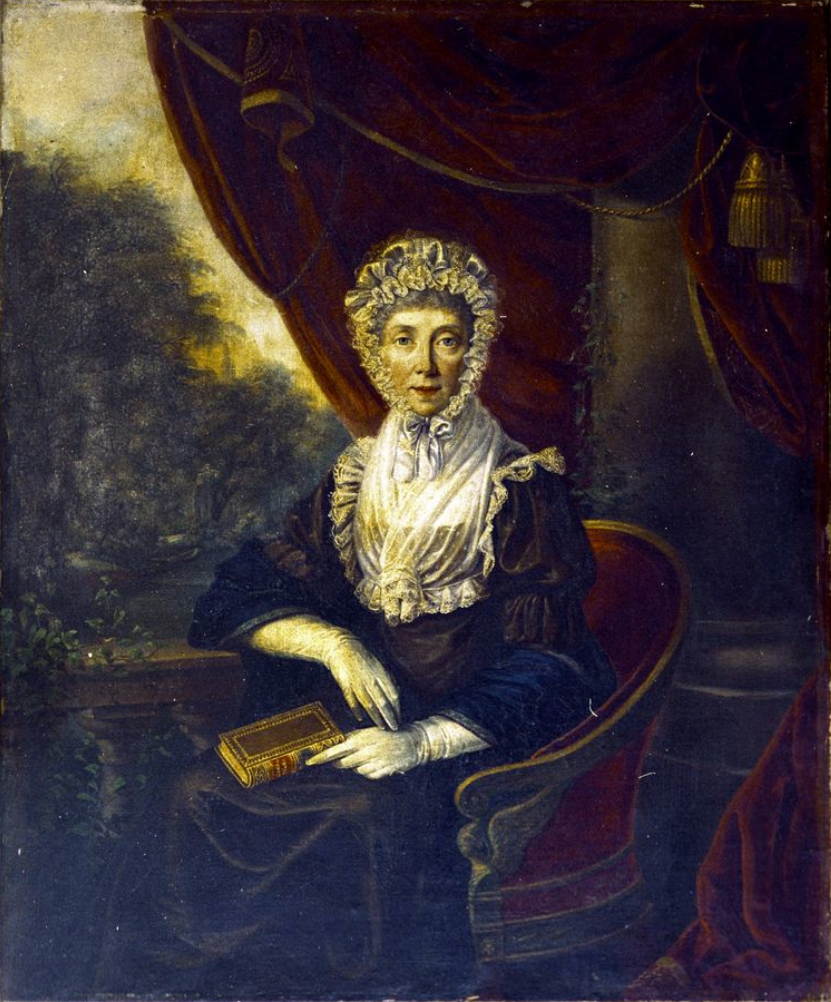
La granduchessa Luisa ritratta da Julie von Egloffstein

Nel 1815, al Congresso di Vienna, gli accordi politici stretti durante le guerre napoleoniche permisero al piccolo ducato di suo marito non solo di mantenere tutti i suoi territori, ma esso venne anche elevato a granducato (gli altri parenti turingiani della Casa di Sassonia mantennero il loro rango di duchi). Da quel momento Luisa Augusta si dedicò ai doveri di ambasciatrice, anche se l'alleanza con la Russia terminò con la sua succeditrice, Maria Pavlovna.

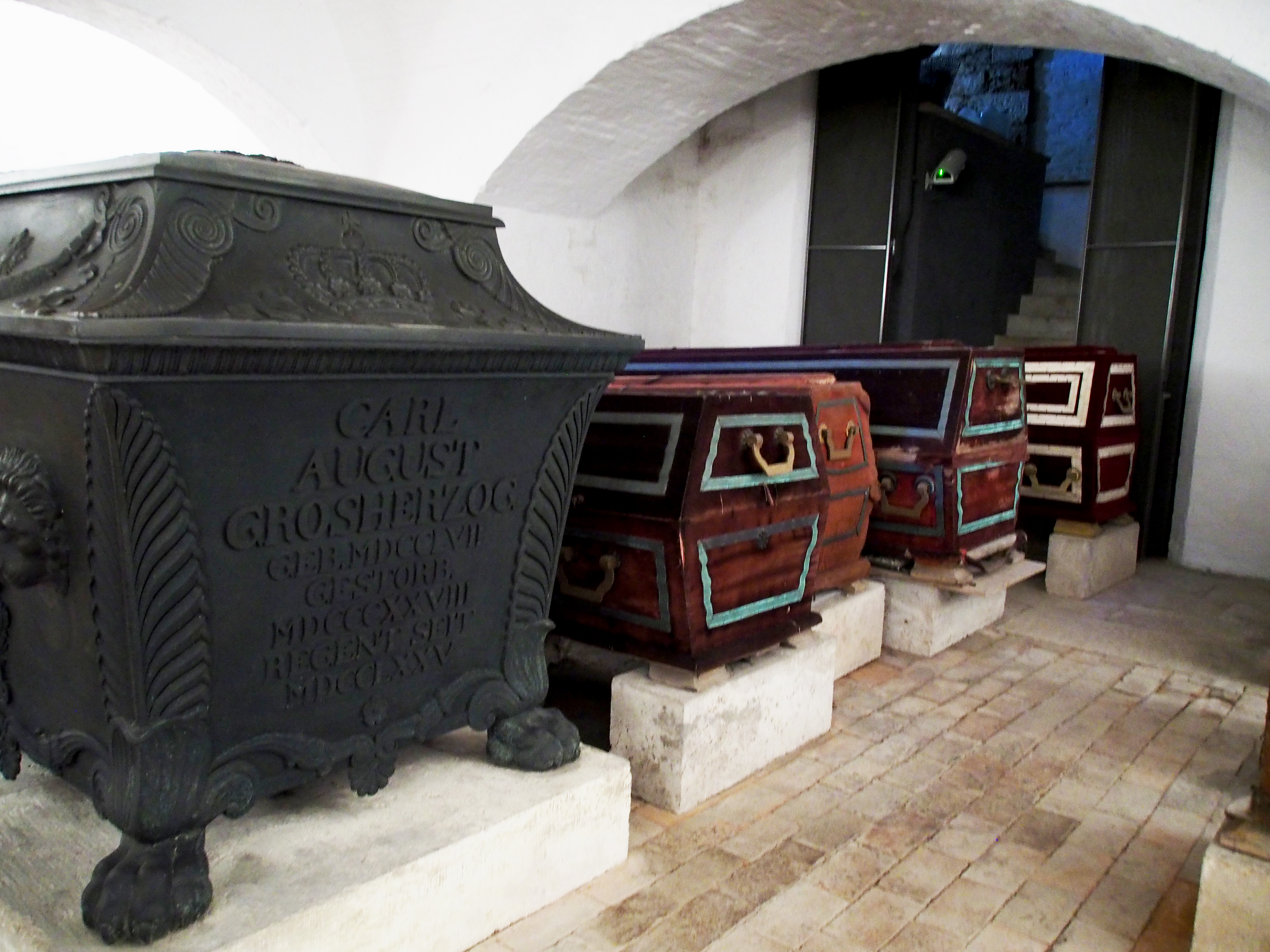
La tomba di Luisa d'Assia

Il giubileo del suo governo e le sue nozze d'oro, entrambi celebrati nel 1825, passarono con pochi festeggiamenti e, già ritirata a vita privata da qualche tempo, Luisa Augusta morì il 14 febbraio 1830 all'età di settantré anni.

## Discendenza

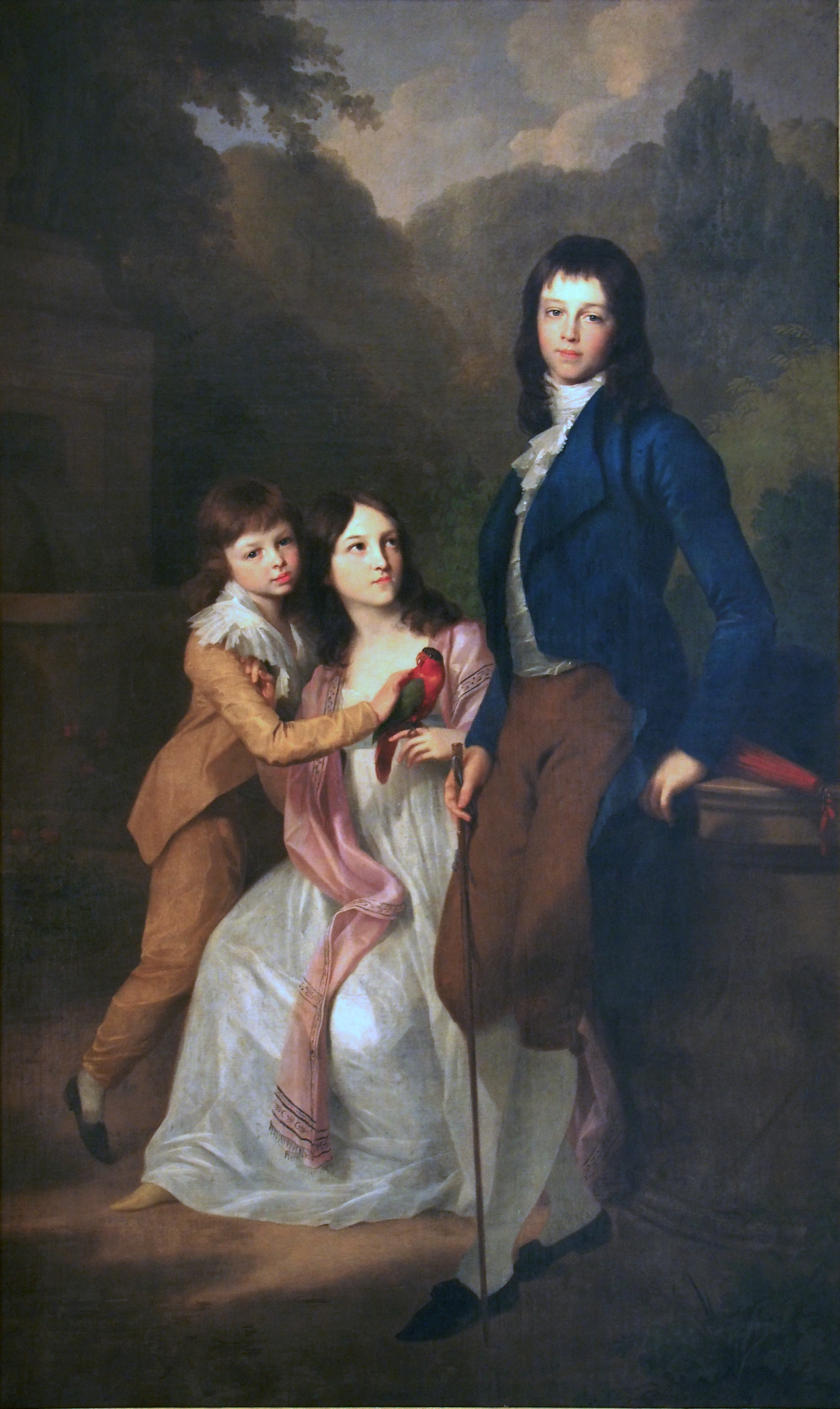
Carlo Federico, Carolina Luisa e Carlo Bernardo ritratti da Johann Friedrich August Tischbein nel 1798, Castello di Weimar

Luisa Augusta e Carlo Augusto di Sassonia-Weimar-Eisenach ebbero sette figli:
- Luisa Augusta Amelia (Weimar, 3 febbraio 1779 – Weimar, 24 marzo 1784);
- figlia femmina (n. e m. 1781);
- Carlo Federico (Weimar, 2 febbraio 1783 – Weimar, 8 luglio 1853), che sposò Marija Pavlovna di Russia;
- figlio maschio (n. e m. 1785);
- Carolina Luisa (Weimar, 18 luglio 1786 – Ludwigslust, 20 gennaio 1816), che sposò Federico Ludovico di Meclemburgo-Schwerin;
- figlio maschio (n. e m. 1789);
- Carlo Bernardo (Weimar, 30 maggio 1792 – Liebenstein, 31 luglio 1862), che sposò Ida di Sassonia-Meiningen.

Alla morte del marito, avvenuta a Graditz il 14 giugno 1828, Luisa vide succedere al Granducato loro figlio Carlo Federico.

## Ascendenza
|                                                |                                                    |                                                   | Genitori                                 |  |  | Nonni |  |  | Bisnonni                        |  |  | Trisnonni                  |  |
|                                                |                                                    |                                                   |                                          |  |  |       |  |  | Ernesto Luigi d'Assia-Darmstadt |  |  | Luigi VI d'Assia-Darmstadt |  |
|                                                |                                                    |                                                   |                                          |  |  |       |  |  | Ernesto Luigi d'Assia-Darmstadt |  |  | Luigi VI d'Assia-Darmstadt |  |
|                                                |                                                    | Elisabetta Dorotea di Sassonia-Coburgo            |                                          |  |  |       |  |  | Ernesto Luigi d'Assia-Darmstadt |  |  |                            |  |
| Luigi VIII d'Assia-Darmstadt                   |                                                    |                                                   |                                          |  |  |       |  |  | Ernesto Luigi d'Assia-Darmstadt |  |  |                            |  |
|                                                |                                                    | Dorotea Carlotta di Brandeburgo-Ansbach           | Alberto II di Brandeburgo-Ansbach        |  |  |       |  |  |                                 |  |  |                            |  |
|                                                |                                                    | Dorotea Carlotta di Brandeburgo-Ansbach           | Alberto II di Brandeburgo-Ansbach        |  |  |       |  |  |                                 |  |  |                            |  |
|                                                |                                                    | Dorotea Carlotta di Brandeburgo-Ansbach           | Sofia Margherita di Oettingen-Oettingen  |  |  |       |  |  |                                 |  |  |                            |  |
| Luigi IX d'Assia-Darmstadt                     |                                                    | Dorotea Carlotta di Brandeburgo-Ansbach           |                                          |  |  |       |  |  |                                 |  |  |                            |  |
|                                                |                                                    | Giovanni Ranieri III di Hanau                     | Giovanni Ranieri II di Hanau-Lichtenberg |  |  |       |  |  |                                 |  |  |                            |  |
|                                                |                                                    | Giovanni Ranieri III di Hanau                     | Giovanni Ranieri II di Hanau-Lichtenberg |  |  |       |  |  |                                 |  |  |                            |  |
|                                                |                                                    | Giovanni Ranieri III di Hanau                     | Anna Maddalena di Birkenfeld-Bischweiler |  |  |       |  |  |                                 |  |  |                            |  |
| Carlotta di Hanau-Lichtenberg                  |                                                    | Giovanni Ranieri III di Hanau                     |                                          |  |  |       |  |  |                                 |  |  |                            |  |
|                                                |                                                    | Dorotea Federica di Brandeburgo-Ansbach           | Giovanni Federico di Brandeburgo-Ansbach |  |  |       |  |  |                                 |  |  |                            |  |
|                                                |                                                    | Dorotea Federica di Brandeburgo-Ansbach           | Giovanni Federico di Brandeburgo-Ansbach |  |  |       |  |  |                                 |  |  |                            |  |
|                                                |                                                    | Dorotea Federica di Brandeburgo-Ansbach           | Giovanna Elisabetta di Baden-Durlach     |  |  |       |  |  |                                 |  |  |                            |  |
| Luisa Augusta d'Assia-Darmstadt                |                                                    | Dorotea Federica di Brandeburgo-Ansbach           |                                          |  |  |       |  |  |                                 |  |  |                            |  |
|                                                | Cristiano II del Palatinato-Zweibrücken-Birkenfeld | Cristiano I del Palatinato-Birkenfeld-Bischweiler |                                          |  |  |       |  |  |                                 |  |  |                            |  |
|                                                | Cristiano II del Palatinato-Zweibrücken-Birkenfeld | Cristiano I del Palatinato-Birkenfeld-Bischweiler |                                          |  |  |       |  |  |                                 |  |  |                            |  |
|                                                | Cristiano II del Palatinato-Zweibrücken-Birkenfeld | Maddalena Caterina del Palatinato-Zweibrücken     |                                          |  |  |       |  |  |                                 |  |  |                            |  |
| Cristiano III del Palatinato-Zweibrücken       | Cristiano II del Palatinato-Zweibrücken-Birkenfeld |                                                   |                                          |  |  |       |  |  |                                 |  |  |                            |  |
|                                                |                                                    | Caterina Agata di Rappoltstein                    | Giovanni Giacobbe di Rappoltstein        |  |  |       |  |  |                                 |  |  |                            |  |
|                                                |                                                    | Caterina Agata di Rappoltstein                    | Giovanni Giacobbe di Rappoltstein        |  |  |       |  |  |                                 |  |  |                            |  |
|                                                |                                                    | Caterina Agata di Rappoltstein                    | Anna Claudia di Salm                     |  |  |       |  |  |                                 |  |  |                            |  |
| Carolina del Palatinato-Zweibrücken-Birkenfeld |                                                    | Caterina Agata di Rappoltstein                    |                                          |  |  |       |  |  |                                 |  |  |                            |  |
|                                                |                                                    | Ludovico Kraft di Nassau-Saarbrücken              | Gustavo Adolfo di Nassau-Saarbrücken     |  |  |       |  |  |                                 |  |  |                            |  |
|                                                |                                                    | Ludovico Kraft di Nassau-Saarbrücken              | Gustavo Adolfo di Nassau-Saarbrücken     |  |  |       |  |  |                                 |  |  |                            |  |
|                                                |                                                    | Ludovico Kraft di Nassau-Saarbrücken              | Eleonora Clara di Hohenlohe              |  |  |       |  |  |                                 |  |  |                            |  |
| Carolina di Nassau-Saarbrücken                 |                                                    | Ludovico Kraft di Nassau-Saarbrücken              |                                          |  |  |       |  |  |                                 |  |  |                            |  |
|                                                |                                                    | Filippa Enrichetta di Hohenlohe-Langenburg        | Enrico Federico di Hohenlohe-Langenburg  |  |  |       |  |  |                                 |  |  |                            |  |
|                                                |                                                    | Filippa Enrichetta di Hohenlohe-Langenburg        | Enrico Federico di Hohenlohe-Langenburg  |  |  |       |  |  |                                 |  |  |                            |  |
|                                                |                                                    | Filippa Enrichetta di Hohenlohe-Langenburg        | Giuliana Dorotea di Castell-Remlingen    |  |  |       |  |  |                                 |  |  |                            |  |
|                                                |                                                    | Filippa Enrichetta di Hohenlohe-Langenburg        |                                          |  |  |       |  |  |                                 |  |  |                            |  |